# Heiwiller
Heiwiller je občina v departmaju Haut-Rhin francoske regije Alzacija.
Leta 1990 je v občini živelo 178 oseb oz. 87 oseb/km².